# Subsolarer Punkt
Ein Punkt auf einem Planeten oder Mond heißt subsolar (lateinisch unter der Sonne), wenn dort die Sonne im Zenit steht. Dort ist dann auch Wahrer Mittag.

Subsolarer Punkt S auf der Erde, schematisch

Auf der Erde wandert der subsolare Punkt während eines Tages auf dem subsolaren Breitengrad, dessen Wert der Deklination der Sonne entspricht, von Ost nach West. Innerhalb eines Jahres „pendelt“ dieser Breitengrad zwischen den Wendekreisen hin und her. Auf einer Sonnenuhr (linke Abbildung) ist der die Tages- und Jahreszeit anzeigende Punkt auch der momentane subsolare Punkt auf der Erde.

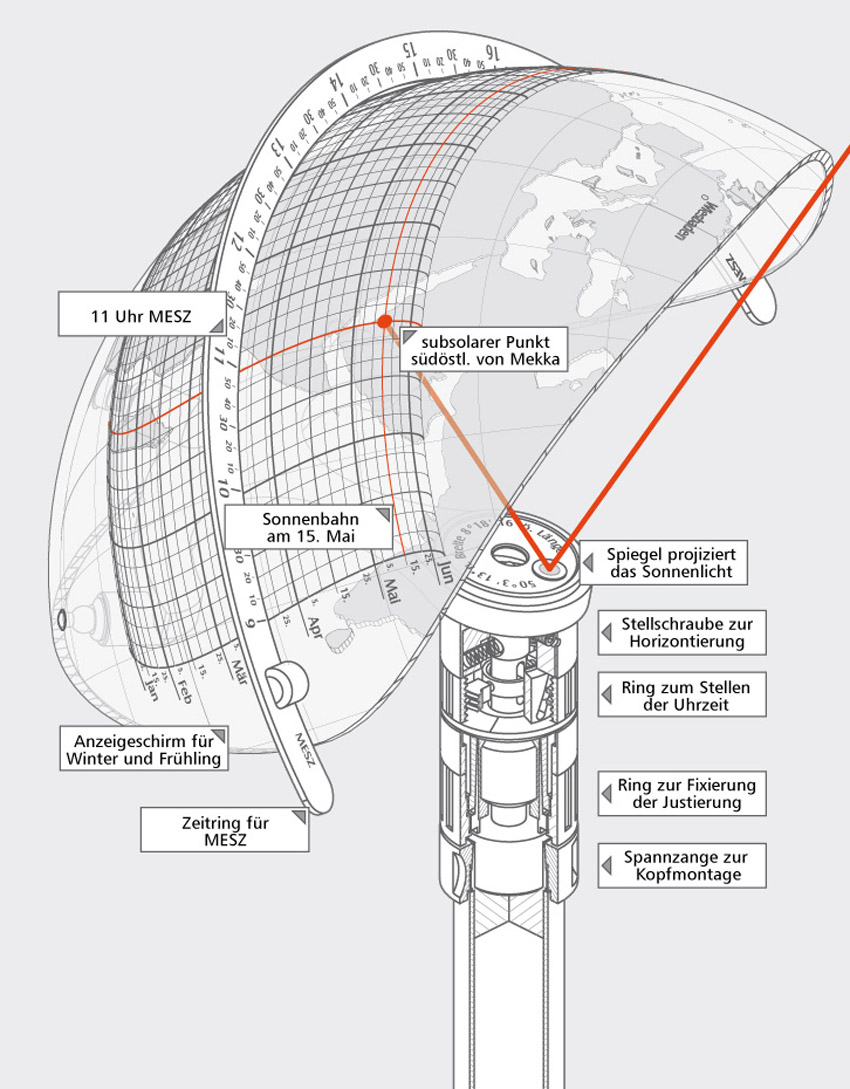
Helios-Sonnenuhr: Anzeige der Tages- und Jahreszeit sowie des subsolaren Punktes

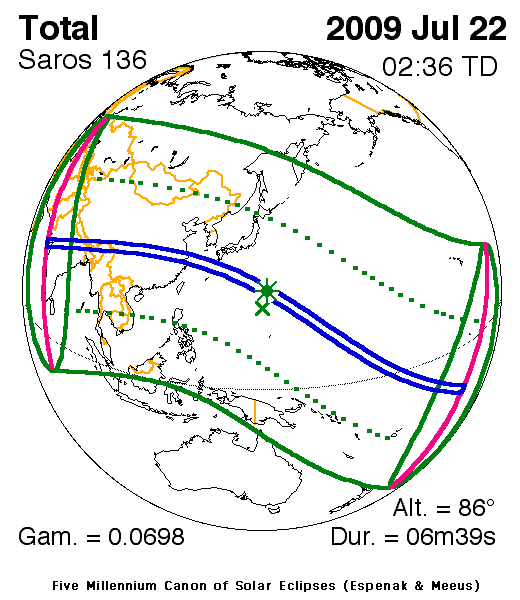
Globale Karte für den Verlauf einer Sonnenfinsternis:
doppelte blaue Linie = Mitte der Bahn des Mondschattens; grüner Stern = Ort größter Totalität bzw. subsolarer Punkt

Bei globalen Karten von Sonnenfinsternissen (rechte Abbildung) wird der subsolare Punkt eingezeichnet für den Zeitpunkt der größten Finsternis, also wenn die Schattenachse dem Erdmittelpunkt am nächsten kommt.
Am subsolaren Punkt eines Himmelskörpers ist die aktuelle Insolation maximal. Der Breitengrad mit maximalem Tagesmittel der Insolation ist aber nicht der subsolare Breitengrad, sondern umso weiter polwärts (zu größeren Tageslängen) verschoben, je größer der Betrag der subsolaren Breite ist.

## Anmerkung
1. ↑  Die durch gnomonische Projektion erzeugten Bilder des Himmelsgewölbes (mit der Sonne) und der Erde (mit dem subsolaren Punkt) haben beide als Projektionszentrum den Erdmittelpunkt und lassen sich somit direkt übereinander legen.